# Paprat, Kărdjali
Paprat (în bulgară Папрат) este un sat în comuna Djebel, regiunea Kărdjali,  Bulgaria. 

## Demografie
Componența etnică a satului Paprat
     Turci (97,2%)
     Nicio identificare (2,79%)
     Altele (0%)
La recensământul din 2011, populația satului Paprat era de 143 locuitori. Din punct de vedere etnic, majoritatea locuitorilor (97,2%) erau turci. Pentru 2,79% din locuitori nu este cunoscută apartenența etnică.